# 無声歯茎摩擦音
無声歯茎摩擦音（むせい しけい まさつおん）とは子音の種類の一つ。舌端と歯茎で隙間を作って起こる摩擦の音。国際音声記号では [s] と書く。

## 特徴
- 気流の起こし手 - 肺臓気流機構によって生じる呼気。
- 発声 - 声帯の振動を伴わない無声音。
- 調音
  - 調音位置 - 舌端と歯茎による歯茎音。
  - 調音方法
    - 口腔内の気流 - 舌の中央を気流が通る中線音
    - 調音器官の接近度 - 隙間を作って空気が通りにくくし、そこに気流を通すことで生じる摩擦音。
    - 口蓋帆の位置 - 口蓋帆を持ち上げて鼻腔への通路を塞いだ口音。

## 言語例
この子音は多くの言語に見られる。日本語では「さ」「す」「せ」「そ」の頭子音。「スィ」でも用いられる。
- 英語：Sと E,I,Yの前にあるCがこの発音である。